# Premios Black Reel
Los premios Black Reel son una ceremonia anual de premios estadounidense organizada por la Fundación para el Fomento de los Afroamericanos en el Cine (FAAAF) para reconocer la excelencia de los afroamericanos, así como los logros cinematográficos de la diáspora africana en la industria cinematográfica mundial, según la evaluación de los miembros votantes de la mencionada fundación. Los ganadores de las diversas categorías reciben una copia de una estatuilla, llamada oficialmente Black Reel. Presentados por primera vez en 2000 en Washington, D. C, los premios son supervisados por la FAAAF.

## Artistas con mayor número de nominaciones
A continuación se presentan los actores, directores, productores y guionistas con cinco o más nominaciones a los premios. Spike Lee encabeza la lista con 27 nominaciones como productor, director y guionista.
27 nominaciones
- Spike Lee

15 nominaciones
- Denzel Washington

12 nominaciones
- Angela Bassett

11 nominaciones
- Queen Latifah

10 nominaciones
- Chiwetel Ejiofor
- Jamie Foxx

9 nominaciones
- Don Cheadle
- Ava DuVernay
- Samuel L. Jackson
- Tyler Perry

8 nominaciones
- Beyoncé
- Reggie Rock Bythewood
- Zoe Saldaña
- Will Smith
- Kerry Washington
- Forest Whitaker

7 nominaciones
- Halle Berry
- Viola Davis
- Rosario Dawson
- Kimberly Elise
- Malcolm D. Lee
- Gina Prince-Bythewood
- Chris Rock
- Anika Noni Rose
- John Singleton
- Alfre Woodard
- Jeffrey Wright

6 nominaciones
- Ryan Coogler
- Mos Def
- Idris Elba
- Laurence Fishburne
- Morgan Freeman
- Terrence Howard
- Jennifer Hudson
- Sanaa Lathan
- Ving Rhames
- John Ridley
- Octavia Spencer
- Gabrielle Union

5 nominaciones
- Danny Glover
- Whoopi Goldberg
- Lisagay Hamilton
- Taraji P. Henson
- Jennifer Hudson
- James Lassiter
- Nia Long
- Derek Luke
- Anthony Mackie
- Keke Palmer
- Nate Parker
- Maya Rudolph

Fuente:

## Mayor número de galardones individuales
6 premios
- Denzel Washington

4 premios
- Reggie Rock Bythewood
- Don Cheadle
- Jamie Foxx
- Spike Lee
- Steve McQueen
- Anika Noni Rose
- Cicely Tyson

3 premios
- Angela Bassett
- Ava DuVernay
- Chiwetel Ejiofor
- Kimberly Elise
- Jennifer Hudson
- John Legend
- Gina Prince-Bythewood
- Jeffrey Wright

2 premios
- Beyoncé
- Barkhad Abdi
- Erykah Badu
- Halle Berry
- Common
- Ryan Coogler
- Vondie Curtis-Hall
- Viola Davis
- Lee Daniels
- Charles S. Dutton
- Carmen Ejogo
- Idris Elba
- Naomie Harris
- Dennis Haysbert
- Taraji P. Henson
- Djimon Hounsou
- Gregory Allen Howard
- Terrence Howard
- Samuel L. Jackson
- Sanaa Lathan
- Malcolm D. Lee
- Derek Luke
- Anthony Mackie
- Harvey Mason Jr.
- Mo'Nique
- Lupita Nyong'o
- David Oyelowo
- Teyonah Parris
- Dev Patel
- John Ridley
- Gabourey Sidibe
- Octavia Spencer
- Damon Thomas
- Tessa Thompson
- Quvenzhané Wallis
- Sharon Warren
- Forest Whitaker
- Alfre Woodard

Fuente: